# Oukhta (rivière)
Pour la ville, voir Oukhta.
 (janvier 2016).
Si vous disposez d'ouvrages ou d'articles de référence ou si vous connaissez des sites web de qualité traitant du thème abordé ici, merci de compléter l'article en donnant les références utiles à sa vérifiabilité et en les liant à la section « Notes et références ».
La rivière Oukhta (en russe : Ухтa) est un cours d'eau de Russie, long de 199 km, qui arrose la République des Komis. Cet affluent gauche de l'Ijma a un bassin d'une superficie de 4 510 km2 et un débit moyen de 48,9 m3/s.

## Géographie
La rivière arrose la ville d'Oukhta et se jette dans l'Ijma au niveau de Sosnogorsk.
Le cours de la rivière est gelé d'octobre-novembre à avril-mai.